# Clavularia pulchra
Clavularia pulchra is een zachte koraalsoort uit de familie Clavulariidae. De koraalsoort komt uit het geslacht Clavularia. Clavularia pulchra werd in 1906 voor het eerst wetenschappelijk beschreven door Thomson & Henderson. 